# Ophiocten culveri
Ophiocten culveri is een slangster uit de familie Ophiuridae.
De wetenschappelijke naam van de soort werd in 1924 gepubliceerd door R.M. May.